# NGC 3129
NGC 3129 is een hemelobject van twee sterren in het sterrenbeeld Leeuw. Het hemelobject werd op 21 maart 1784 ontdekt door de Duits-Britse astronoom William Herschel.